# Florica (gmina)
Florica – gmina w Rumunii, w okręgu Buzău. Obejmuje tylko jedną miejscowość Florica. W 2011 roku liczyła 1597 mieszkańców.